# Laurembergia veronicifolia
Laurembergia veronicifolia là một loài thực vật có hoa trong họ Haloragaceae. Loài này được (Bory) Schindl. miêu tả khoa học đầu tiên năm 1905.